# José Asunción Silva
Œuvres principales
- Nocturne (1894)

José Asunción Silva, né le 27 novembre 1865 à Bogota et mort le 23 mai 1896 à Bogota, est un poète colombien. Il est considéré comme l'un des précurseurs les plus importants du modernisme. Il se suicide avant d'avoir 31 ans.

## Biographie

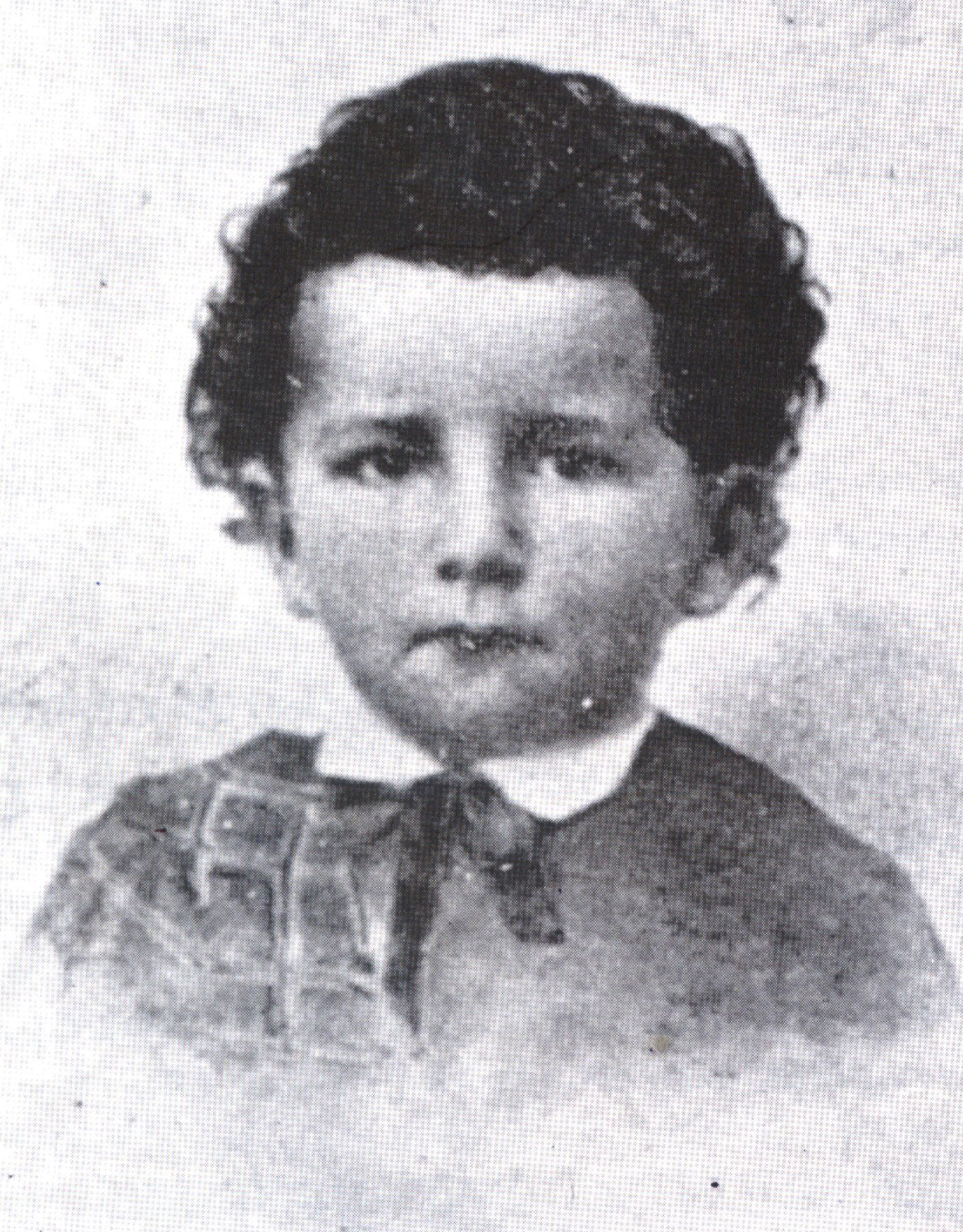
José Asunción Silva à l'âge de 4 ans.

Pour honorer sa mémoire, la Maison de Poésie Silva a été fondée en 1986 dans l'ancienne résidence du poète.

## Œuvres
- Primera Comunión (1875)
- Nocturno III (1891)
- Nocturno y diurno (1892)
- De la noche a la mañana - Crónicas de Bogotá (1899)

### Rééditions posthumes
- Mi padre y yo - Letargos hacia la ciudad (?, réimp. 1996).
- Obra completa (?, réimp. 1996).
- Obra poética (?, réimp. 1996, 2002).
- De sobremesa (?, réimp. 1996, 2003).
- Cuarenta y cinco cartas: 1881 - 1896 (lettres rassemblées, 1995).
- Páginas nuevas (textes attribués à José Asunción Silva, 1998)
- Cuentos negros (?, réimp. 1996).

## Publications
- (es) José Asunción Silva, Obra completa, Madrid, Ediciones de Centenario, Allca xx, Casa de poesía Silva, 1996.
- (es) Obra poética, avec un témoignage d'Álvaro Mutis, une introduction par María Mercedes Carranza et une chronologie par Jorge Nitales, Ediciones Hiperión,1996. Nouvelle édition corrigée et augmentée avec une étude par Selena Millares, ibid., 2002.

## Hommages
Le portrait de José Asunción Silva apparaît sur le billet de 5 000 pesos colombiens depuis 1995. En effet, la Banque de la République de Colombie fait appel à l'artiste colombien Juan Cárdenas Arroyo (es) pour le nouveau design général de ce billet qui doit rendre hommage au poète à l'occasion du centenaire de sa mort. La création et la première édition de ce billet sont réalisées par l'imprimerie anglaise Thomas De La Rue.